# Мао фіджійський
Мао фіджійський (Gymnomyza brunneirostris) — вид горобцеподібних птахів родини медолюбових (Meliphagidae). Ендемік Фіджі. Раніше вважався підвидом зеленого мао.

## Опис
Довжина птаха становить 25-31 см. Забарвлення жовтувато-оливково-зелене, дзьоб і лапи чорнувато-коричневі. Молоді птахи мають жовтуватіше забарвлення, кінчики пер у них коричневі.

## Поширення і екологія
Фіджійські мао є ендеміками острова Віті-Леву. Вони живуть у вологих рівнинних і гірських тропічних лісах.